# احتراق گداخت هسته‌ای
احتراق گداخت هسته‌ای (انگلیسی: Fusion ignition) به نقطه‌ای گفته می‌شود که در آن یک همجوشی هسته‌ای خودپایدار می‌شود. زمانی که انرژی حرارتی آزادشده در اثر این واکنش خود به اندازه‌ای است که می‌تواند تودهٔ سوخت مورد استفاده را سریع‌تر از سرد شدن آن گرم کند. از نگاهی دیگر، احتراق همجوشی نقطه‌ای است که در آن افزایش گرمایش همجوشی هسته‌ای خود نیاز به تزریق گرمایش از بیرون را (که برای آغاز واکنش لازم است) از بین می‌برد. این نقطه با ضریب افزایش انرژی همجوشی اندازه‌گیری می‌شود. در این مرحله، انرژی خارجی لازم برای گرم کردن سوخت؛ تا رسیدن به دمای همجوشی، دیگر نیاز نیست.
برای نخستین بار در آزمایشگاه، احتراق گداخت هسته‌ای توسط تأسیسات احتراق ملی ایالات متحده در سال‌های ۲۰۲۱ و ۲۰۲۲ به دست آمد.